# Khám Chí Hòa

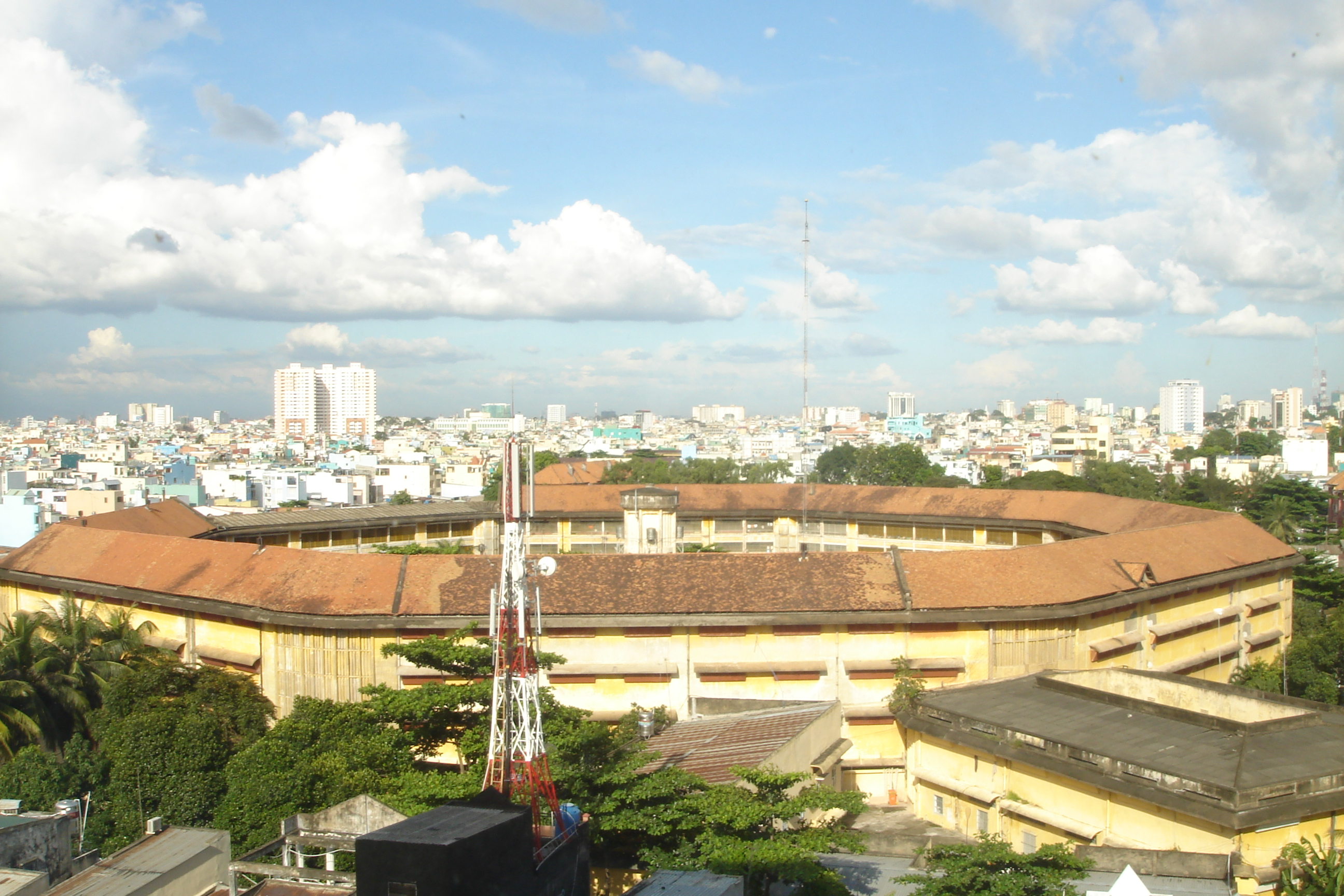
Khám Chí Hòa

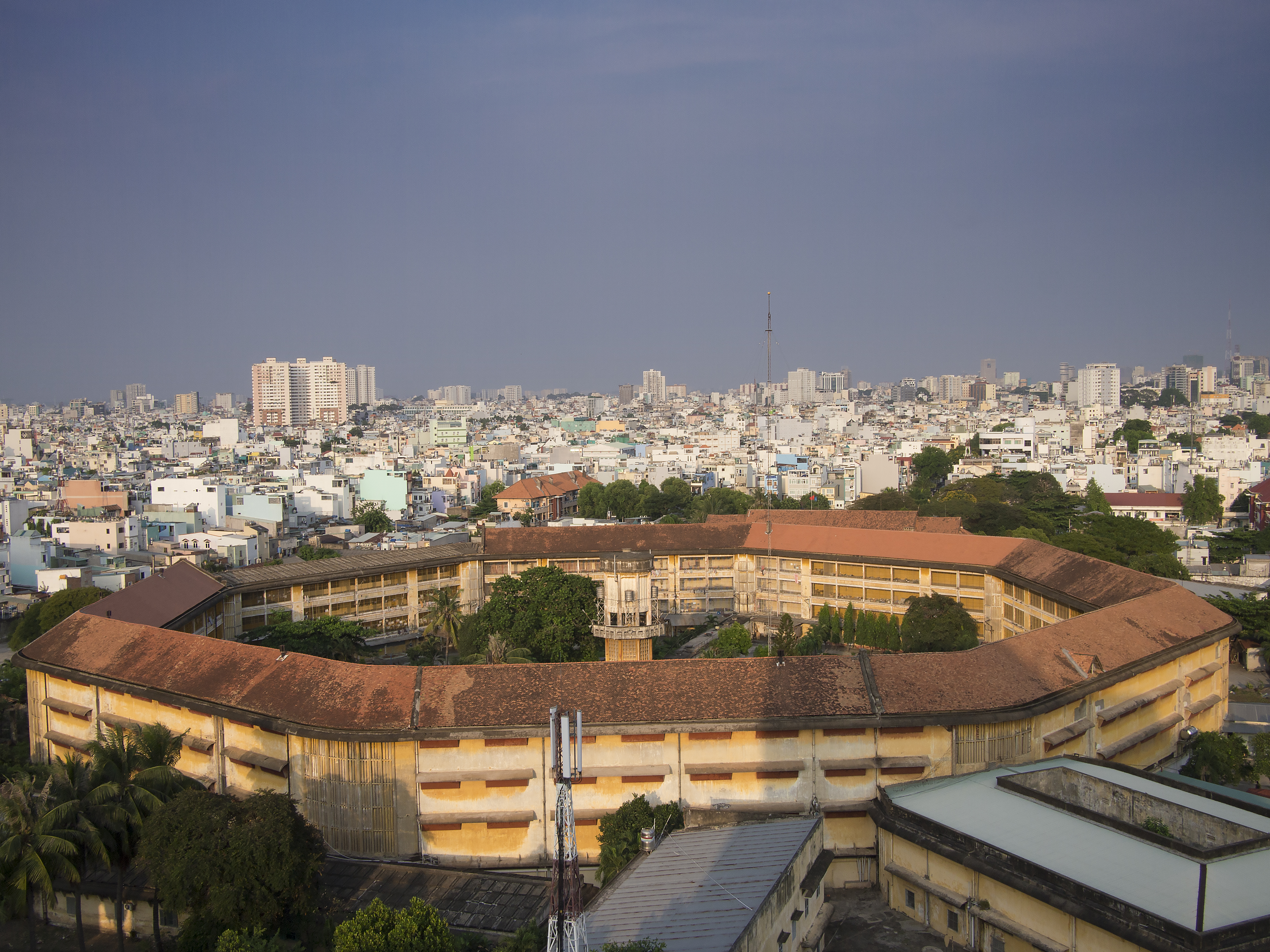
Khám Chí Hòa đầu 2016

Khám Chí Hòa là một nhà tù tại số 324 đường Hòa Hưng, Phường 13, Quận 10, Thành phố Hồ Chí Minh . Nhà tù này được người Pháp xây dựng thời Pháp thuộc ở khu vực khi đó là ngoại ô. Nơi đây đã giam giữ những tù phạm chính trị chống lại chế độ thực dân Pháp và tội phạm hình sự. Trong thời kỳ Chiến tranh Việt Nam, đây là nơi chính phủ Việt Nam Cộng hòa giam giữ tù binh Mặt trận Dân tộc Giải phóng miền Nam Việt Nam. Ngày nay, đây là nơi tạm giam của Công an Thành phố Hồ Chí Minh dành cho các bị can hình sự trong các vụ án trên địa bàn thành phố.
Khám có 8 khu để nhốt phạm nhân, xây hình bát giác vuông, gồm các khu: AH, BC, ED, F, I, AB, KG, G.
Khám Chí Hoà tuy là một trại giam đặc biệt, được mệnh danh là "không có lối thoát" nhưng trong lịch sử đã có nhiều tù chính trị hoặc phạm nhân đã trốn ra khỏi được nơi này, trong đó không thể không nhắc đến cuộc vượt ngục "li kì" của tên "trùm" Phước tám ngón.